# Aristolochia mathewsii
Aristolochia mathewsii Duch. – gatunek rośliny z rodziny kokornakowatych (Aristolochiaceae Juss.). Występuje endemicznie w Peru.

## Morfologia
PokrójBylina pnąca o owłosionych pędach.
LiścieMają podłużny kształt. Mają 5–12 cm długości oraz 2,5–3,5 cm szerokości. Nasada liścia ma sercowaty kształt. Z ostrym wierzchołkiem. Ogonek liściowy jest owłosiony.
KwiatyPojedyncze. Dorastają do 8 cm długości.
OwoceTorebki o podłużnym kształcie. Mają 3,5 cm długości